# Cybosia eremella
Cybosia eremella är en fjärilsart som beskrevs av Vorbrodt 1914. Cybosia eremella ingår i släktet Cybosia och familjen björnspinnare. Inga underarter finns listade i Catalogue of Life.